# فيلي إيفانز (لاعب كرة قدم)
فيلي إيفانز (بالإنجليزية: Willie Evans)‏ (7 نوفمبر 1912 - 22 يوليو 1976) هو لاعب كرة قدم بريطاني (وحمل سابقاً جنسية المملكة المتحدة لبريطانيا العظمى وأيرلندا) في مركز الهجوم. شارك مع منتخب ويلز لكرة القدم. أما مع النوادي، فقد لعب مع توتنهام هوتسبير وكارديف سيتي ونادي بارنت ونادي فولهام.

## وصلات خارجية
- فيلي إيفانز على موقع قاعدة بيانات كرة القدم.إي يو (الإنجليزية)
- فيلي إيفانز على موقع ناشيونال فوتبول تيمز (الإنجليزية)